# Funeral Parade of Roses
Funeral Parade of Roses (薔薇の葬列, Bara no Sōretsu) is een Japanse speelfilm uit 1969, geregisseerd door Toshio Matsumoto. Deze avant-gardefilm geldt als een van de meest subversieve films uit de jaren 1960 en beïnvloedde Stanley Kubrick voor zijn A clockwork orange.

## Verhaal
Eddie is een transgender die dienst doet als gastvrouw in Bar Genet in de Shinjukuwijk in Tokio. Het zelfvertrouwen en de seksualiteit van Eddie schrikt hoerenmadame Leda af, maar intrigeert Gonda, de eigenaar van de bar.

## Rolverdeling
| Acteur              | Personage      |
| ------------------- | -------------- |
| Peter               | Eddie          |
| Osamu Ogasawara     | Leda           |
| Yoshio Tsuchiya     | Gonda          |
| Emiko Azuma         | Eddie's moeder |
| Toyosaburo Uchiyama | Guevara        |
| Don Madrid          | Tony           |
| Koichi Nakamura     | Juju           |
| Chieko Kobayashi    | Okei           |
| Shotaro Akiyama     | zichzelf       |
| Kiyoshi Awazu       | zichzelf       |